# ميرزا مهدي خان استرآبادي
ميرزا مهدي خان استرآبادي (بالفارسية: ميرزا مهدي خان استرآبادي) والمعروف كذلك بمنشئ الممالك، وكان السكرتير الأول (منذ دخوله أصفهان 1729 إلى وفاة الملك نادر 1747) ومؤرخ وكاتب سيرة ذاتية ومستشار وخبير استراتيجي وصديق للملك نادر شاه (1736 - 1747) وهو كذلك الذي كتب ووافق على القوانين الخاصة بالإمبراطورية في ذلك الوقت، وكان في بغداد عندما علم بوفاة الملك نادر.

## سيرته
ارتفع ميرزا في إيران ليكون شخصية بارزة ولكن لم يعرف عن حياته الكثير،، ولد في جورجان، كان ابنًا لشخص يدعى محمد ناصر، يعتقد أنه قضى حياته في أصفهان في الفترة الصفوية المتأخرة.
في عهد الملك الصفوي الأخير السلطان حسين (1696 - 1722) هاجم الأفغان إيران، وتصدي لهم وطردهم القائد نادر شاه، سانده ميرزا في المحكمة الصفوية، بعدها عمل منشئ المماليك كرئيس للمراسلات الملكية، حتى تتويج الملك نادر في سهل موغان عام 1736، وبعدها أصبح مؤرخ لسيرة الملك نادر.
في بداية 1747 سافر إلى الإمبراطورية العثمانية من أجل توقيع معاهدة شاملو مع مصطفى خان، لم يصلوا إلى بغداد حتى علموا بوفاة الملك نادر مما أجبرهم على الرجوع.

## عمله
كان مؤلف لبعض الكتب التاريخية مثل تاريخ الجهانجوشاى النادرى (تاريخ حروب نادر شاه)، درس الكتاب في جامعة ييل، كان هذا الكتاب أيضًا موضوع البحث في عام 1996 من قبل أكاديمية الولايات المتحدة البحرية. كتب ميرزا مهدي خان أيضًا «داره نادرة» و«دليل فارسي باللغة التركية» في عام 1759 مع مقدمة من السير جيرارد كلاوسون.
في عام 1768، زار ملك الدنمارك كريستيان السابع إنجلترا. وأخذ معه كتاب نادر شاه، الذي كتبه ميرزا مهدي خان استاربادي وطلب من السير ويليام جونز (1746-1794)، المستشرق والمتخصص في تاريخ الهند القديمة ترجمته إلى الفرنسية، فقام بترجمته (ليست دقيقة تمامًا) في 1770، ثم ترجم فيما بعد إلى الألمانية والجورجية.